# Jalajala
Jala-Jala is een gemeente in de Filipijnse provincie Rizal op het eiland Luzon. Bij de laatste census in 2010 telde de gemeente ruim 30 duizend inwoners.

## Geografie

### Bestuurlijke indeling
Jala-Jala is onderverdeeld in de volgende 11 barangays:
| - Bagumbong - Bayugo - Second District - Third District - Lubo - Pagkalinawan | - Palaypalay - Punta - Sipsipin - Special District - Paalaman |

## Demografie
Jala-Jala had bij de census van 2010 een inwoneraantal van 30.074 mensen. Dit waren 1.336 mensen (4,6%) meer dan bij de vorige census van 2007. Ten opzichte van de census van 2000 was het aantal inwoners gegroeid met 6.794 mensen (29,2%). De gemiddelde jaarlijkse groei in die periode kwam daarmee uit op 2,59%, hetgeen hoger was dan het landelijk jaarlijks gemiddelde over deze periode (1,90%).

De bevolkingsdichtheid van Jala-Jala was ten tijde van de laatste census, met 30.074 inwoners op 44,12 km², 681,6 mensen per km².